# Centrale hydroélectrique de Kembs
La centrale hydroélectrique de Kembs est une centrale hydroélectrique au fil de l'eau sur le Rhin, située à Kembs dans le département du Haut-Rhin en France. Il s'agit de la première centrale hydroélectrique sur le Rhin franco-allemand, elle marque le début du Grand Canal d'Alsace. Elle dispose d'une puissance installée de 160 MW.

## Présentation

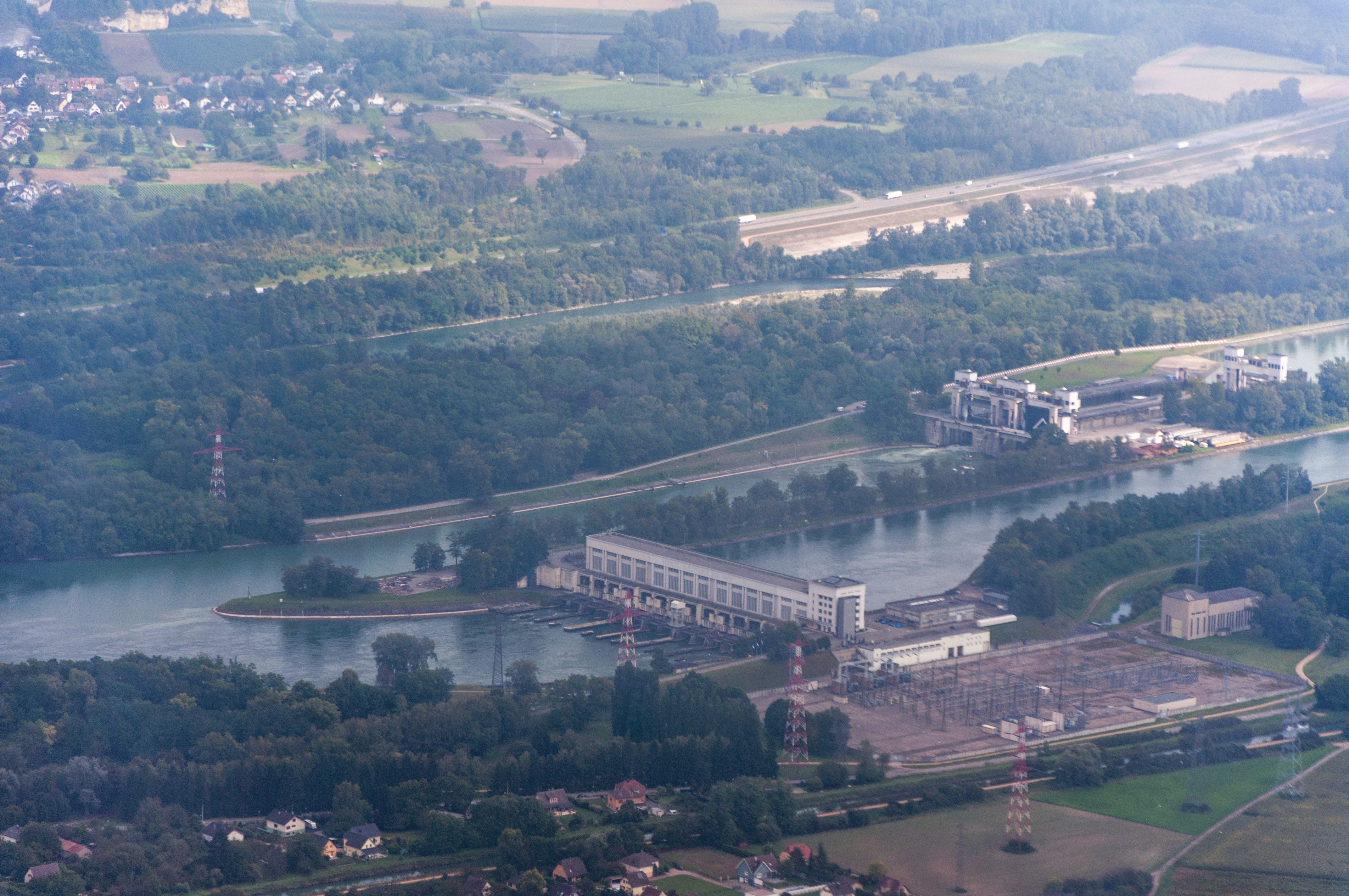
Aménagement hydraulique du barrage et de la centrale hydroélectrique de Kembs

L'aménagement hydroélectrique de Kembs est composé :
- d'un barrage mobile ;
- d'une écluse à deux sas pour la navigation fluviale ;
- d'une centrale hydroélectrique "principale" ;
- de deux centrales de restitution : une au pied du barrage (centrale A) et une à l'entrée du Grand Canal d'Alsace (centrale K) ;
- d'ouvrages piscicoles pour permettre la continuité écologique le long du Rhin.

Il accueille en outre un des quatre Centres de Conduite Hydraulique (CCH) d'EDF en France, qui supervise en continu le fonctionnement des centrales hydroélectriques sur le Rhin.
La centrale hydroélectrique située à l'amont de celle de Kembs est la centrale de Rheinfelden en Suisse alors que celle située à l'aval est celle d'Ottmarsheim en France,.

## Historique
La construction de la centrale a été lancée en 1928 par la société Énergie Électrique du Rhin. La mise en service a eu lieu en 1932. Il s'agit alors de la première centrale hydroélectrique sur le Rhin franco-allemand.
Lors de la Seconde Guerre mondiale, des parties de la centrale et du barrage ont été détruites et ont dû être restaurées par la suite.
En 1946, la centrale est nationalisée avec la création d'EDF.
À la suite du renouvellement de concession de 2010, EDF entame une campagne de travaux de plus de cinq ans incluant la renaturation sur environ 100 hectares de l’île du Rhin, avec remise en eau d'un ancien bras du Rhin dit « le petit Rhin ». Dans le cadre de ce projet, une centrale de restitution de 8,4 MW est également construite. Elle permet de générer le débit d'attrait piscicole nécessaire pour attirer les poissons vers la passe à poissons de montaison qui leur permet de franchir l'ouvrage hydroélectrique.
Ces travaux se sont achevés en 2016. La passe à poissons comporte une rivière pseudo naturelle ainsi qu'une passe à bassins qui permet aux grands migrateurs (saumons, aloses, lamproies, anguilles...) présents dans le vieux Rhin d'accéder au grand canal d'Alsace et ensuite remonter jusqu'à Bâle.
La centrale est exploitée par EDF sous le régime de la concession (renouvelée en 2010 pour une durée de 25 ans).

## Caractéristiques

### Barrage
Le barrage est de type mobile (celui-ci peut être totalement effacé en cas de très forte crue du Rhin). Il est composé de cinq passes (disposant chacune d'une vanne inférieure et d'une vanne supérieure).

### Centrale électrique principale
La centrale électrique principale est composée de deux turbines Kaplan et quatre turbines « hélice », pour une puissance installée totale de 160 MW. Elle exploite une hauteur de chute de 14,2 m sur le Grand Canal d'Alsace.

### Centrale de restitution K
Inaugurée à l'automne 2016, la centrale K est formée de deux turbines Kaplan en S de 4,2 MW chacune et exploite une hauteur de chute est de 11 m. Elle se trouve à l'entrée du Grand Canal d'Alsace et permet de dériver le débit réservé du Vieux Rhin depuis l'entrée du canal.
La lettre K a été choisie en référence :
- René Koechlin, ingénieur français, spécialiste dans la production d'électricité par force hydraulique à l'origine du projet de construction du Grand Canal d'Alsace et des équipements hydroélectriques associés ;
- Kraft qui signifie force en allemand, pour la référence à la "force hydraulique" qui permet de produire de l'énergie électrique ;
- Kembs, puisque cette centrale fait partie de la nouvelle concession hydraulique de Kembs.

### Centrale de restitution A
La centrale A est située sur la rive gauche du barrage de Kembs sur le cours principal du Rhin.

## Aménagement hydroélectrique du Rhin franco-allemand
La centrale hydroélectrique de Kembs est la première d'une cascade hydroélectrique de dix grandes centrales installées sur le Grand canal d'Alsace puis le cours principal du Rhin, le long de la frontière franco-allemande. L'énergie du fleuve est ainsi exploitée sur une hauteur de chute de 130 mètres, sur une longueur de 185 km. Construites entre 1932 et 1974, les dix centrales totalisent une puissance installée de 1 400 MW.
La production électrique cumulée des dix centrales s'élève à 8 TWh/an, soit 20 % de la production hydroélectrique française, ou l'équivalent des deux tiers de la consommation électrique alsacienne.

## Écluse et navigation fluviale
En amont de la centrale électrique principale, sur le Grand Canal d'Alsace, une écluse à deux sas permet la continuité de la navigation fluviale des Pays-Bas jusqu'à Bâle.